# ヘンリー・ユール

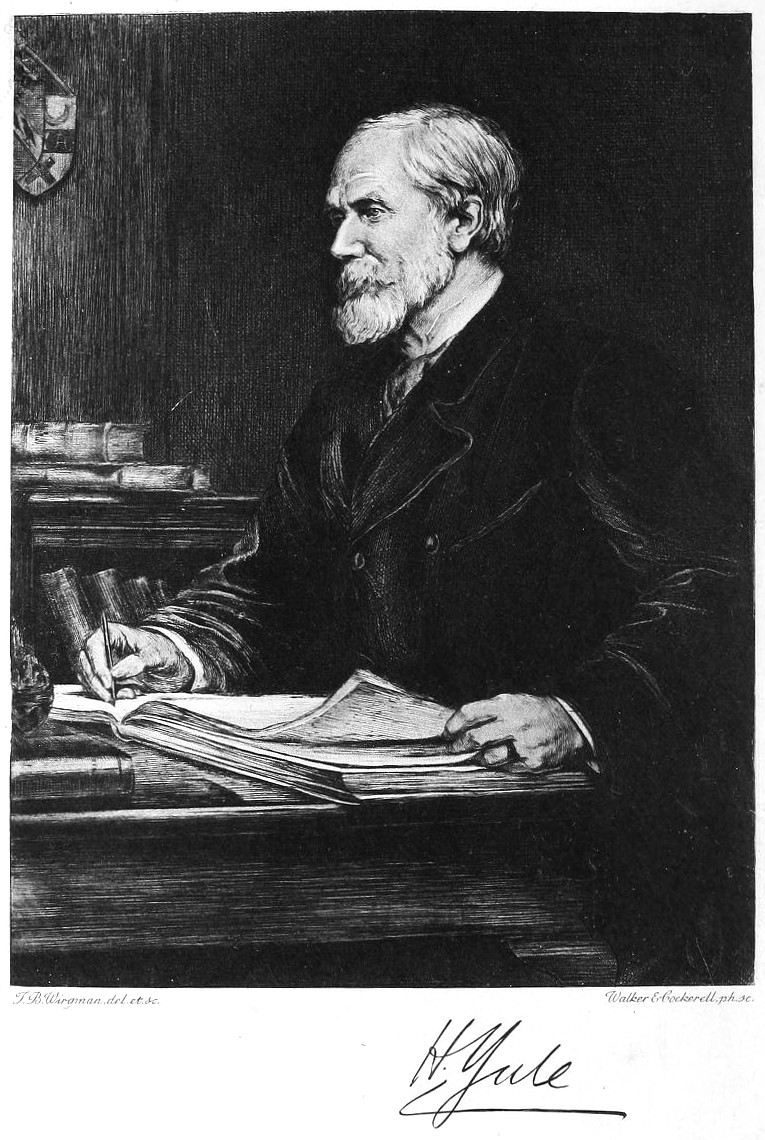
Sir H.ユール

ヘンリー・ユール（Henry Yule 1820年5月1日-1889年12月30日）は、イギリスの軍人、旅行家、東洋学者。

## 略伝
スコットランドの出身。エジンバラで教育を受け1840年からインドのベンガルで軍隊に勤務し、インドの各地を旅行した。
シク戦争（en:First Anglo-Sikh War（1845–1846）、en:The Second Anglo-Sikh War（1848–1849））などに従事し、1862年にイギリス陸軍大佐の階級をもって退役してヨーロッパにもどり、ドイツ・イタリア・シチリア島と移住する。
1872年には翻訳と研究により王立地理学会（Royal Geographical Society）から金メダルを授与される。1875年から亡くなるまでインド協議会（Council of India）の会員であり、1877年にハクルート協会（Hakluyt Society）の会長となる。
オックスフォード英語辞典の作成にさいして、特に東洋に関する記述に助言することで貢献した。

## 著作
- "Cathay and the Way Thither" (1866年)：中世における東西交渉史
- マルコ・ポーロ『東方見聞録』の訳注（1871年）
- "Geography and History of the Regions on the Oxus"(1872年)：オクサス川流域の歴史地理。
- "Hobson-Jobson"(1886年)：A.C.Burnellとの共著、インドにおける日常言語、歴史、地理に関する研究。